# Prusinovice

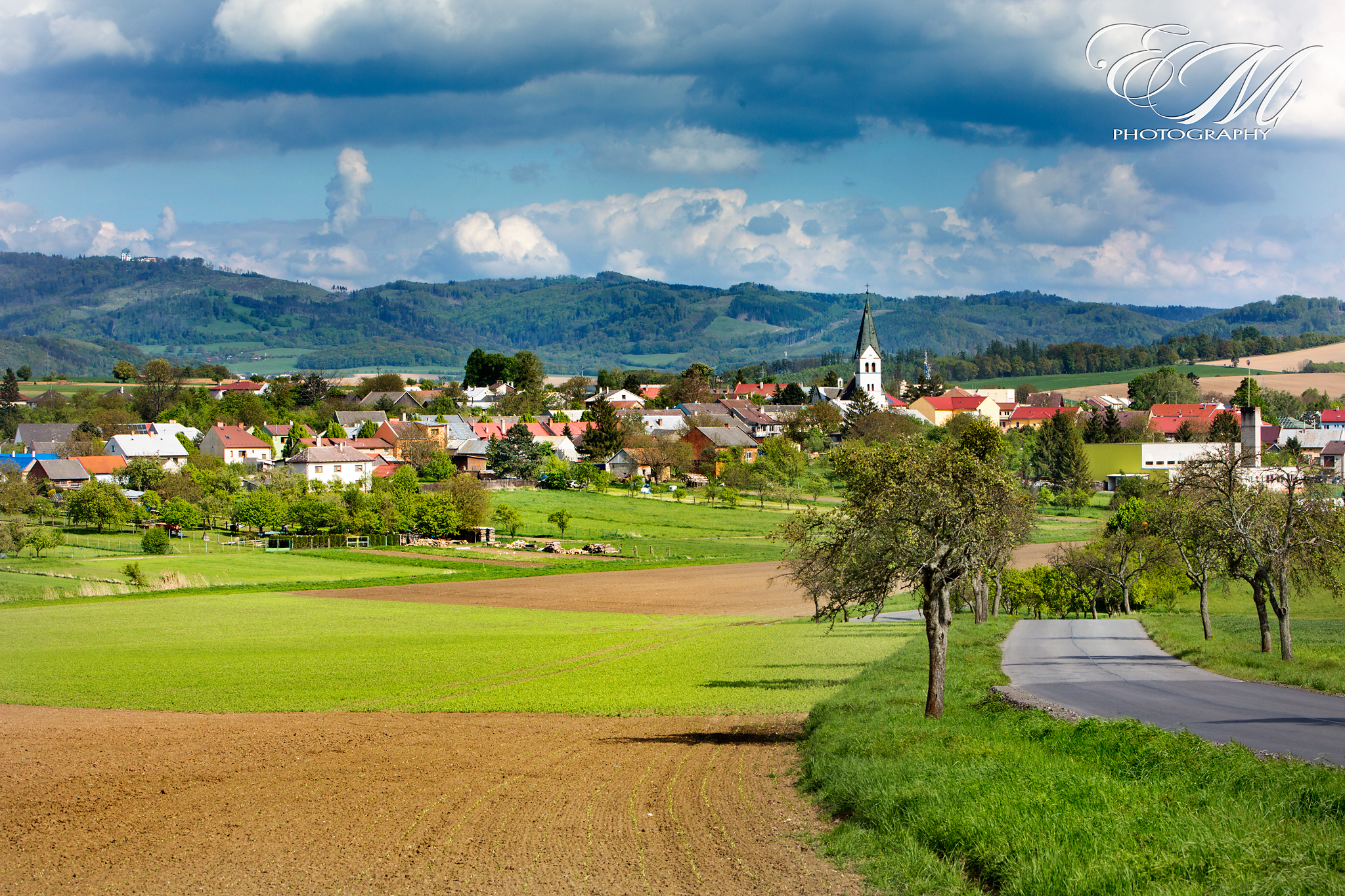
Prusinovice - pohled z polní cesty ze směru Pacetluky. V pozadí je vidět Svatý Hostýn.

Prusinovice jsou obec v okrese Kroměříž ve Zlínském kraji s nadmořskou výškou 263 metrů. Mezi místními obyvateli je zažitý také název Rohálov. Žije zde přibližně 1 200 obyvatel. Obec leží mezi Holešovem, Bystřicí pod Hostýnem a Přerovem, mimo hlavní silnice. Nachází se zde také kostel svaté Kateřiny Alexandrijské a evangelický kostel Českobratrské církve.

## Název
Na vesnici bylo přeneseno původní pojmenování jejích obyvatel Prusinovici. To bylo založeno na jménu Prusín - „obyvatel pruské země“. Snad se jednalo o ves pruských zajatců.

## Historie
První písemná zmínka o obci pochází z roku 1349. Tehdy Prusinovice vlastnili Podstatští z Prusinovic, kteří sídlili na nedalekém hrádku jménem Kasařov. V roce 1460 byly Prusinovice prodány pánům z Víckova. Ti sídlili na Zámčisku – což je dnes označení návsi. Po roce 1600 bylo jmění pánů Prusinovských, jak se říkalo pánům z Víckova, zkonfiskováno a darováno knížeti z Lobkovic. Lobkovicové se zdržovali v Prusinovicích až roku 1650, kdy je prodali spolu s dalšími obcemi Janovi z Rottalu. Rod Rottalů pocházel ze Štýrska. Prusinovicím se lidově přezdívá Rohálov, kvůli jejich obecnímu znaku, ve kterém jsou volské rohy. K obci patří také Kozrál – bývalý mlýn, ze kterého je dnes stěží patrný jen náhon. Tato samota (1,5 km severně) je trvale obydlena.

## Přírodní poměry
Území se nachází v oblasti Podbeskydské pahorkatiny s velmi heterogenním reliéfem s převažujícími, převážně členitými pahorkatinami a kotlinami, místy členité vrchoviny až ploché hornatiny.
Geologické podloží tvoří flyšové horniny, které jsou v části překryty neogenními a kvarteními sedimenty. Biogeograficky významné jsou ostrůvky vápenců, břidlice a slepence.

## Obyvatelstvo

### Struktura
Vývoj počtu obyvatel za celou obec i za jeho jednotlivé části uvádí tabulka níže, ve které se zobrazuje i příslušnost jednotlivých částí k obci či následné odtržení.
| Místní části   | Místní části     | 1869  | 1880  | 1890  | 1900  | 1910  | 1921  | 1930  | 1950  | 1961  | 1970  | 1980 | 1991  | 2001  | 2011  | 2021  |
| -------------- | ---------------- | ----- | ----- | ----- | ----- | ----- | ----- | ----- | ----- | ----- | ----- | ---- | ----- | ----- | ----- | ----- |
| Počet obyvatel | část Prusinovice | 1 119 | 1 299 | 1 371 | 1 437 | 1 514 | 1 391 | 1 385 | 1 256 | 1 408 | 1 344 | 1262 | 1 199 | 1 180 | 1 225 | 1 147 |
| Počet domů     | část Prusinovice | 178   | 197   | 214   | 226   | 237   | 247   | 264   | 303   | 329   | 338   | 334  | 379   | 384   | 400   | 411   |

## Obecní symboly
Znak a vlajka byly obci uděleny rozhodnutím předsedy Poslanecké sněmovny Parlamentu České republiky dne 30. listopadu 2007.

## Akce
V obci se od roku 1993 každý rok pořádá dnes už tradiční běžecký závod s názvem Rohálovská desítka, který pořádá Ondřej Němec. Trať měří deset kilometrů a vede z Prusinovic do sousedních Tučap a zpátky. Rekord je 29:26 min. Běhu se zúčastnily známé osobnosti jako Róbert Štefko nebo Vladimír Špidla. Od roku 2010 je zde pořádán také závod horských kol Rohálovská padesátka. Trasa začíná i končí v Prusinovicích a je dlouhá padesát kilometrů. Závod se koná každý rok na jaře.

## Pamětihodnosti
- Kostel svaté Kateřiny
- Zřícenina hradu Kasařov – zachován pouze pahorek s příkopem a valem

## Fotogalerie

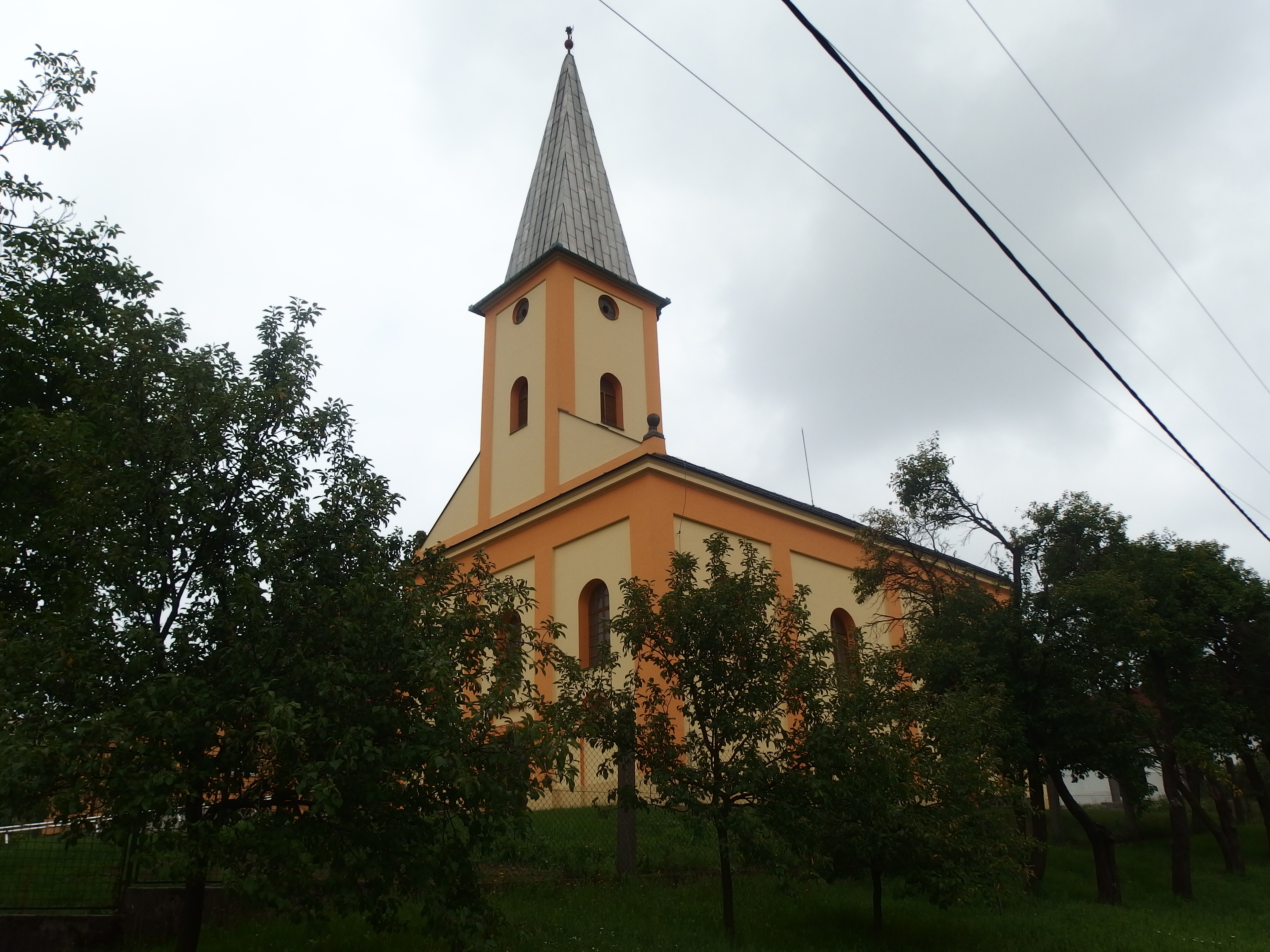
Evangelický kostel
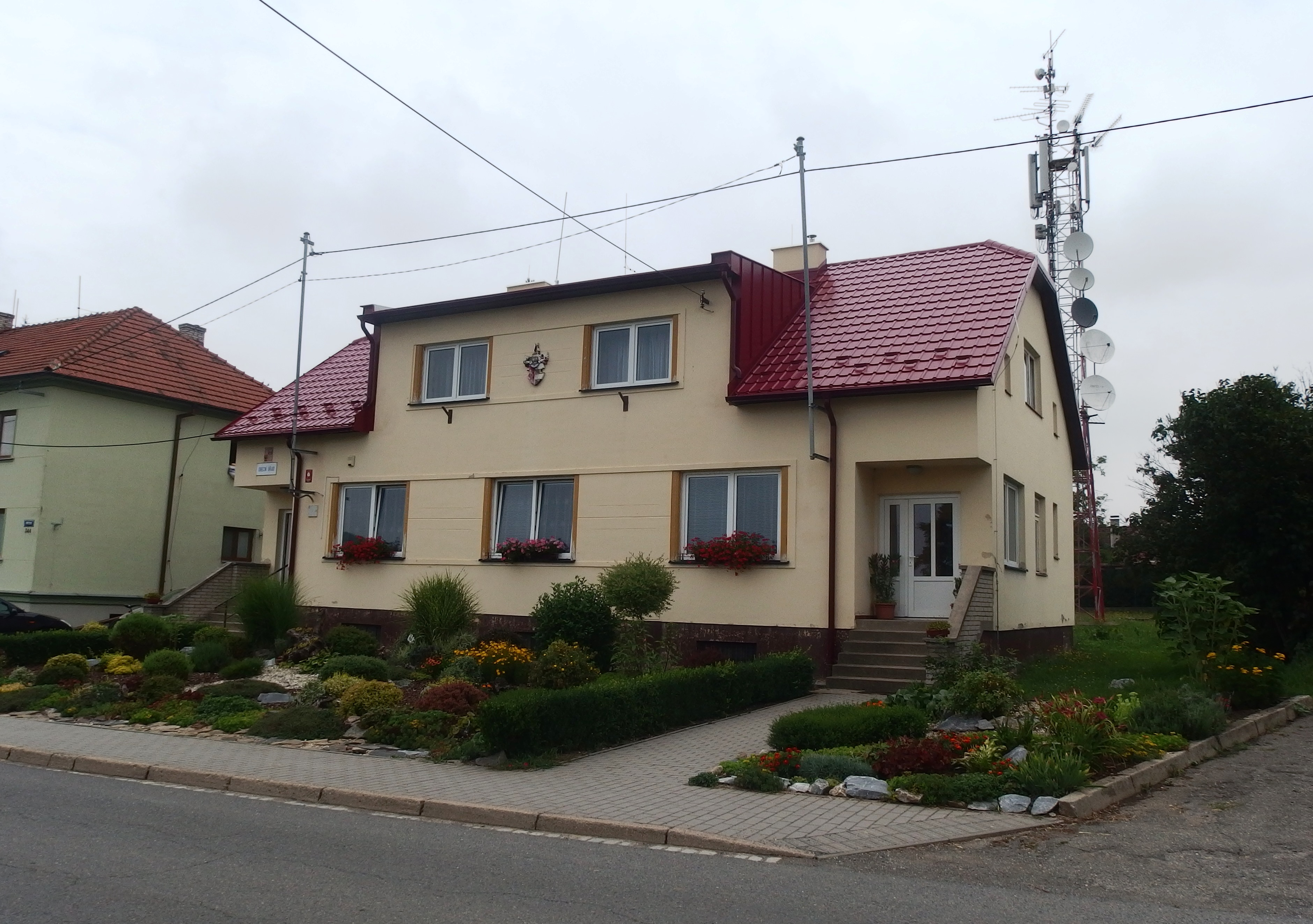
Obecní úřad
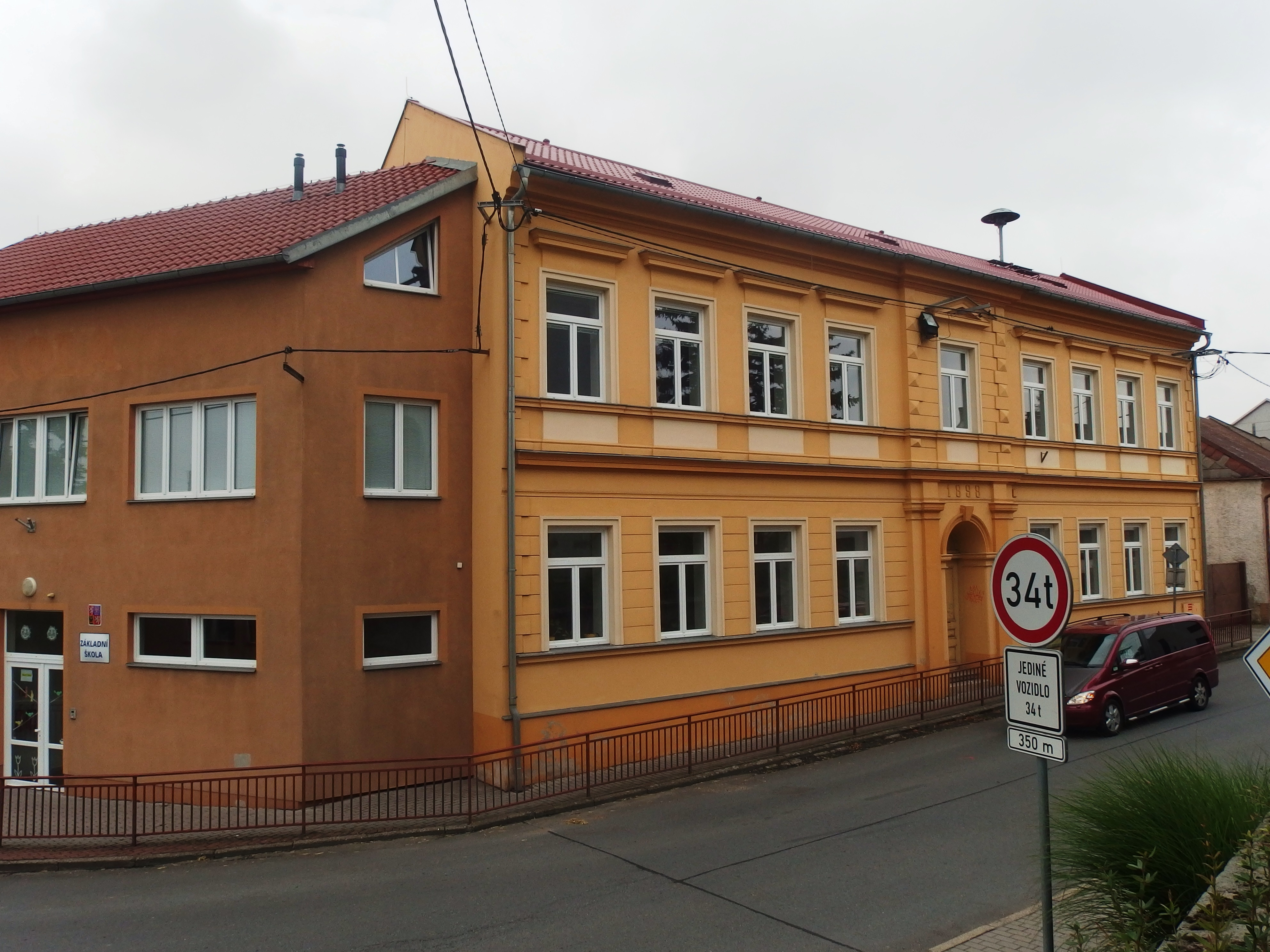
Základní škola
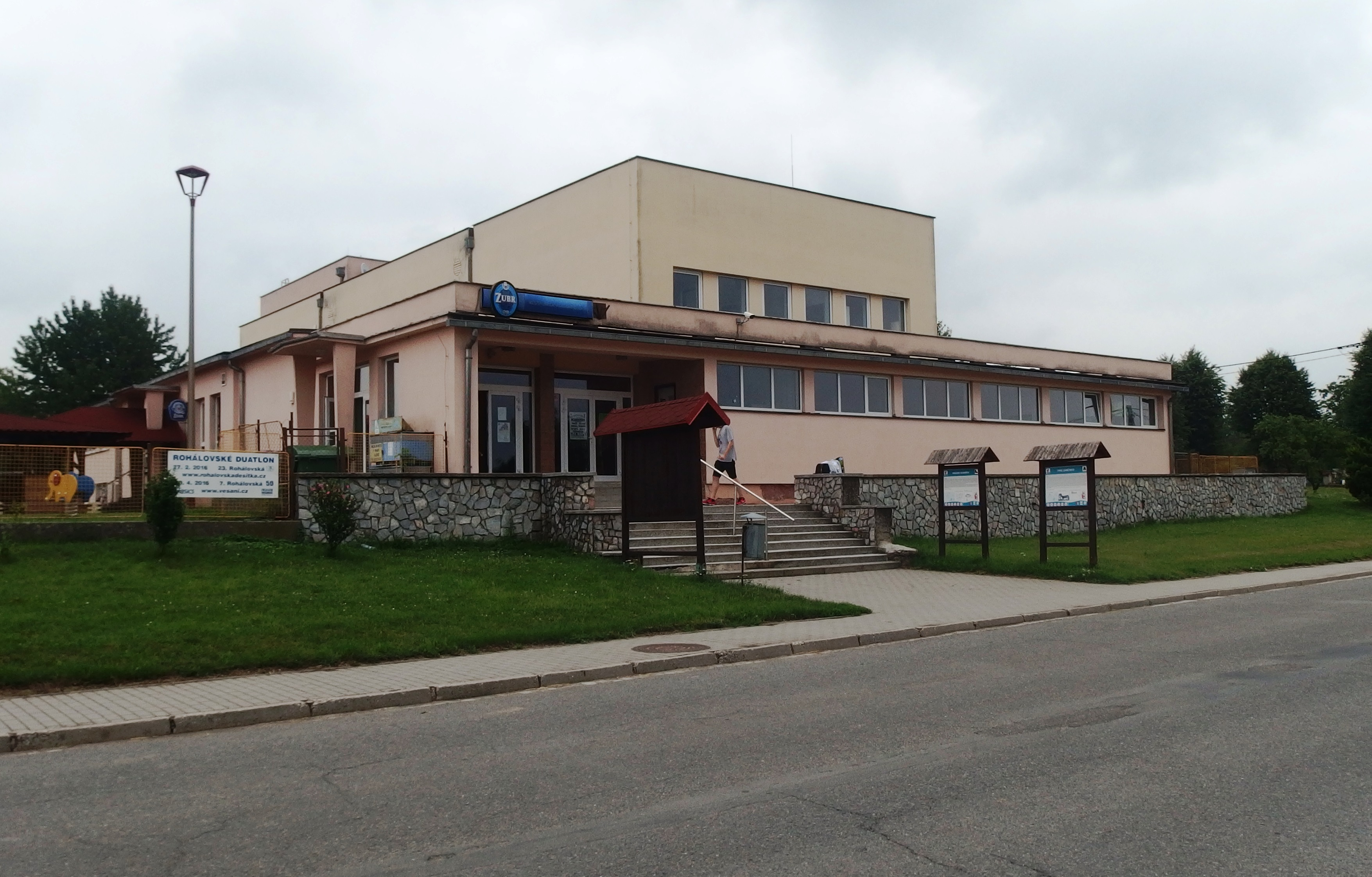
Kulturní dům